# Holywell, Northumberland
Holywell är en by i civil parish Seaton Valley, i grevskapet Northumberland i England. Byn är belägen 16 km från Morpeth. Holywell var en civil parish 1866–1935 när blev den en del av Seaton Valley. Civil parish hade 2 803 invånare år 1931.